# Mäskaren
Mäskaren är en sjö i Flens kommun och Nyköpings kommun i Södermanland och ingår i Nyköpingsåns huvudavrinningsområde. Sjön har en area på 0,569 kvadratkilometer och ligger 19,3 meter över havet. Sjön avvattnas av vattendraget Nyköpingsån (Skräddartorpsån).

## Delavrinningsområde
Mäskaren ingår i det delavrinningsområde (652977-154681) som SMHI kallar för Utloppet av Mäskaren. Medelhöjden är 31 meter över havet och ytan är 3,95 kvadratkilometer. Räknas de 87 avrinningsområdena uppströms in blir den ackumulerade arean 1 937,85 kvadratkilometer. Avrinningsområdets utflöde Nyköpingsån (Skräddartorpsån) mynnar i havet. Avrinningsområdet består mestadels av skog (51 procent) och jordbruk (25 procent). Avrinningsområdet har 0,53 kvadratkilometer vattenytor vilket ger det en sjöprocent på 14,8 procent.